# العتبية
العتبية تُسمى بذلك نسبةً لمؤلفها محمد العتبي بن أحمد بن عبد العزيز الأموي (ت 245 هـ)، وتسمى أيضًا المُستخرجَة، سميت بذلك لأنه استخرجها من الأسمعة التي رويت عن الإمام مالك بواسطة تلاميذه، وقد ورد اسمها عند ابن حارث «الديوان المستخرج من الأسمعة»، وقد جمع مستخرجته هذه من عدة مصادر: ابن القاسم، وأشهب، والليثي، وشبطون، والواضحة لابن حبيب)، وهو كتاب جامع للوايات والمسائل الفقهية الشاذة، قال ابن لبابة القرطبي: «وهو الذي جمع المستخرجة، وكثّر فيها من الروايات المطروحة، والمسائل الشاذة.»، قام بشرحها ابن رشد الجد في كتابه «البيان والتحصيل والشرح والتوجيه والتعليل لمسائل العتبية في فقه الإمام مالك»، وجمع ابن عات هارون بن أحمد بن جعفر النَّفزِي أبو محمد (ت 582 هـ) تنبيهات على المستخرجة.

## الآراء حول العتبية
اختلفت الآراء حول العتبية، حيث كان العلماء ينكرونها لاحتوائها على المسائل الشاذة، ولكن لما شرحها ابن رشد الجد في كتابه البيان والتحصيل، تكفل بصحتها، أثنى عليها البعض وعدوها من أهم كتب المذهب:
- قال القاضي عياض:[5] «وقال ابن وضاح: وفي المستخرجة خطأ كثير، وقال أحمد بن خالد: قلت لابن لبابة  أنت تقرأ المستخرجة للناس، وأنت تعلم من باطنها ما تعلم؟ فقال: إنما أقرؤها لمن أعرف أنه يعرف خطأها من صوابها. وكان أحمد ينكر على ابن لبابة قراءتها للناس شديدًا.»
- قال الهلالي:[6] «أمهات الفقه الكبار المعتمد عليها عند المالكية: المدونة والموازية والواضحة والعتبية»
- قال ابن رشد الجد:[7] «على أنه كتاب قد عوّل عليه الشيوخ المتقدمون من القرويين والأندلسيين، واعتقدوا أن من لم يحفظه، ولا تفقه فيه كحفظه للمدونة وتفقهه فيها؛ بعد معرفة الأصول، وحفظه لسنن الرسول – صلى الله عليه وسلم – فليس من الراسخين في العلم، ولا من المعدودين فيمن يشار إليه من أهل الفقه.»
- قال عبد الرحمن بن السالك:[8] «لما شرحها ابن رشد تكفل بصحتها، وصارت معتمدة، وهي من كتب الأندلس المعتمدة عندهم».